# Holotrichia sakuraii
Holotrichia sakuraii är en skalbaggsart som beskrevs av Miyake och Yamaya 1993. Holotrichia sakuraii ingår i släktet Holotrichia och familjen Melolonthidae. Inga underarter finns listade i Catalogue of Life.